# Notosigalphus sophae
Notosigalphus sophae är en stekelart som beskrevs av Muhammad Iqbal och Austin 2002. Notosigalphus sophae ingår i släktet Notosigalphus och familjen bracksteklar. Inga underarter finns listade i Catalogue of Life.